# Portishead (Somerset)
Portishead is een civil parish in het bestuurlijke gebied North Somerset, in het Engelse graafschap Somerset. De plaats telt 23.699 inwoners.
Het stadje is in vriendschap verbonden met het plaatsje Den Dungen in Nederland.